# YPEL3
YPEL3 (англ. Yippee like 3) – білок, який кодується однойменним геном, розташованим у людей на короткому плечі 16-ї хромосоми. Довжина поліпептидного ланцюга білка становить 119 амінокислот, а молекулярна маса — 13 608.

Задіяний у такому біологічному процесі, як альтернативний сплайсинг. 
Білок має сайт для зв'язування з іонами металів, іоном цинку. 
Локалізований у ядрі.

## Функції

### Старіння клітин
Будучи частиною реакції шляху p53 і його антипроліфераційної ролі, клітинне старіння привернуло увагу завдяки своєму робочому зв'язку з генами-супресорами пухлин. Показано, що старіння, яке характеризується обмеженою здатністю культивованих нормальних клітин до поділу, викликається онкогенною активацією (передчасне старіння), а також укороченням теломер в результаті послідовних раундів реплікації ДНК (реплікативне старіння). Визнані характерні ознаки клітинного старіння включають пов'язане зі старінням (англ. senescence associated (SA)) фарбування бета-галактозидазою та поява пов'язаних зі старінням гетерохроматичних фокусів (англ. SAHF) у ядрах клітин що старіють.
| 10         |  | 20         |  | 30         |  | 40         |  | 50         |
| ---------- |  | ---------- |  | ---------- |  | ---------- |  | ---------- |
| MVRISKPKTF |  | QAYLDDCHRR |  | YSCAHCRAHL |  | ANHDDLISKS |  | FQGSQGRAYL |
| FNSVVNVGCG |  | PAEERVLLTG |  | LHAVADIHCE |  | NCKTTLGWKY |  | EQAFESSQKY |
| KEGKYIIELN |  | HMIKDNGWD  |  |            |  |            |  |            |

A: Аланін

C: Цистеїн

D: Аспарагінова кислота

E: Глутамінова кислота

F: Фенілаланін

G: Гліцин

H: Гістидин

I: Ізолейцин

K: Лізин

L: Лейцин

M: Метіонін

N: Аспарагін

P: Пролін

Q: Глутамін

R: Аргінін

S: Серин

T: Треонін

V: Валін

W: Триптофан